# Bundi (miasto)
Bundi − miasto i gmina w Indiach. Położone w stanie Radźasthan, na południowy wschód od Adźmeru. W 2001 roku liczyło 88 312 mieszkańców. Do 1948 ośrodek radźatu Bundi.